# Гала (водеща)
Вижте пояснителната страница за други личности с името Гала.
Гала Георгиева Будева (родена Галя Пенева) е българска телевизионна водеща, известна с предаването си „На кафе“ по Нова телевизия.

## Ранни години
Родена е на 13 февруари 1967 г. в град Плевен.
Завършила е педагогика и детска психология във Великотърновския университет „Св. св. Кирил и Методий“.
Работи като манекенка за кратко.

## Кариера
Стартира телевизионна си кариера в началото на 90-те години, като едно от момичетата на късмета в телевизионната игра "Супершоу Невада“ по БНТ.
След това става водеща на няколко предавания, между които „Топмодел Зодиак“ по Канал 1, „Фамилия топ шоу“ по ТВ MSAT и в Евроком България – „Мис Столверк“.
На 15 януари 2000 г. Гала, става водеща на предаването „Студио за поздрави“ по Планета ТВ, като обяснява, „че го е правила само за кеф“.
На 9 октомври 2000 г. Гала започва работа в Нова телевизия като водеща на сутрешното предаване от 09:00 ч. до 10:10 ч. „На кафе“. Шоуто се задържа на екран пет години. Последният му брой се излъчва в края на юли 2005 г. В началото на същата година Гала започва да води и още едно предаване по Нова телевизия – „Имаш поща“, което върви до 2008 година. Предаването приключва през 2013 г. През есента на 2007 година Гала е водеща и на риалити шоуто „Пълна промяна“.
Малко след свалянето на „На кафе“ от екран Гала и съдружниците ѝ от „Глобал Мегазин“ ООД започват издаването на списание „На кафе“. От 16 февруари 2009 г. „На кафе“ е отново в сутрешния ефир на Нова телевизия, само че с ко-водещи наречени „панелисти“. Същата година Гала участва в риалити формата Vip Brother.
През 2017 г. Академията за мода отличава Гала за втори път с приза за най-стилни и успешни българи „БГ модна икона“. През 2018 г. пуска в продажба собствена козметична марка „Gala Secrets“. През 2019 г. Гала е част от детективите в предаването на Нова телевизия „Маскираният певец“.
На 27 октомври 2020 г. в предаването „Здравей, България“ Гала обявява, че е с положителен тест за COVID-19 и „На кафе“ временно ще излъчва единствено архивни издания. Ден по-късно обаче „На кафе“ се завръща – Гала и панелистите водят от домовете си чрез онлайн връзка.

## Личен живот
Бившият съпруг на Гала е бизнесменът Константин Будев, от когото има дъщеря Мари (родена 1997 г.), блогър и инфлуенсър.
От 2004 г. Гала е обвързана с бизнесмена и ко-водещ на „На кафе“ в периода 2017 – 2018 г. Стефан Николов.
Гала има брат, който от години живее в Америка и има две деца – дъщеря и син. През декември 2018 г. племенникът на Гала е застрелян от полицията в САЩ.
През октомври 2024 година, тя става баба на момиченце, което се казва Лора 